# Sam Colson Pierre
Sam Colson Pierre es un futbolista haitiano. 
Desde pequeño, Colson demostró grandes habilidades para jugar a fútbol. A los 8 años obtiene el segundo máximo galardón del campeonato InterClase de su escuela y de allí pasa al equipo Association Sportive de Bois Credit (ASB). A los 12 años jugó con el segundo equipo del Roulado FC. Llega a República Dominicana en el año 2008 y se integra al equipo Réaliste FCU, obteniendo títulos de campeón en: Copa Isla en sus versiones 2008 y 2011, Campeonato Fraternidad 2009, Copa Centro Español 2010. 
Jugando con Santiago Junior FC, fue reconocido como subcampeón de la primera división y obtuvo el título de Máximo Goleador de la Liga Mayor con 10 goles en 8 partidos en La Vega. Jugó en Cibao FC, bajo las órdenes de Albert Benaiges, y a mediados de la temporada 2017 fue fichado por Atlético San Cristóbal, de la Liga profesional de fútbol en República Dominicana.

## Trayectoria
- Roulado FC (Sub-15) 2001-2004
- Realiste FC 2008-2011
- Club Atlético Pantoja 2011-2012
- Santiago Junior FC 2012-2014
- Atlético Vega Real 2014 y 2018
- Cibao FC 2015 -2016
- Atlético San Cristóbal 2017-2018
- Moca FC 2019 actual